# Калінін Микола Тихонович
Микола Тихонович Калінін (25 березня 1925 на роз'їзді № 339 робочого поселення Берикульське сучасного Тісульського району Кемеровської області — 20 жовтня 1943) — Герой Радянського Союзу, в роки німецько-радянської війни гвардії рядовий.

## Подвиг
У кінці вересня, в жовтні 1943 року йшли запеклі бої за правобережну Україну. Під час переправи через Дніпро М. Т. Калінін під сильним вогнем противника, перебуваючи по пояс у воді, енергійно витягав зброю в укриття на правому березі річки. При взятті висоти 180,7 Калінін увірвався в траншей противника, закидав їх гранатами і захопив одного німця в полон. У цьому бою він знищив до 12 гітлерівців.

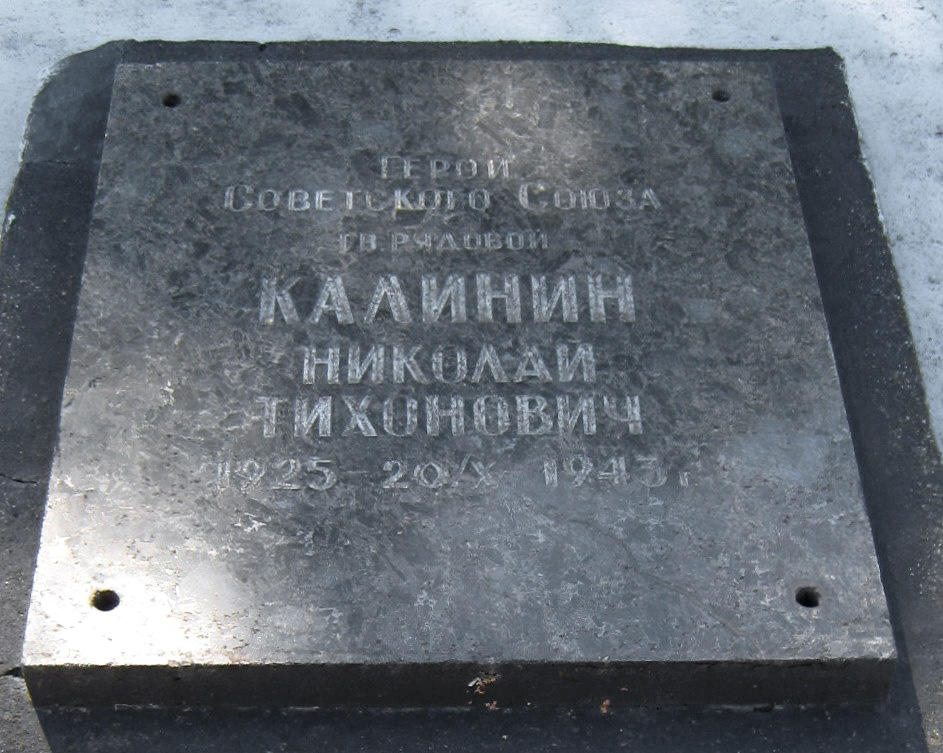
Плита на братській могилі

20 жовтня йшов жорстокий бій за висоту 162,2. При появі танків противника необхідно миттєво відкрити вогонь з протитанкових гармат. Потрібно було зв'язатися з артилеристами. Виконати це завдання командир доручив Миколі Калініну. Вставши о повний зріст, Микола під виключно сильним артилерійсько-мінометним вогнем швидко пробіг відкриту місцевість і забезпечив відкриття вогню по фашистських танках. Один танк був підбитий, а решта повернула назад. У цьому бою М. Т. Калінін загинув смертю героя.
За мужність і відвагу, проявлені в боях з німецько-фашистськими загарбниками. Указом Президії Верховної Ради СРСР від 22 лютого 1944 року Миколі Тихоновичу Калініну присвоєно звання Героя Радянського Союзу (посмертно).
Похований в селі Куцеволівка в братській могилі.